# Geronimo Black
Geronimo Black was een Amerikaanse hardrockband. Het werd in 1970 geformeerd door voormalig Mothers of Invention-lid Jimmy Carl Black, nadat Frank Zappa de Mothers had ontbonden. Black noemde de band, die pas bijna drie jaar bestond, naar zijn oudste zoon. Dit pakte de bandnaam op in 2003 toen hij de band Geronimo Black II oprichtte.

## Bezetting
Oprichters
- Jimmy Carl Black (zang, drums)
- Denny Walley (e-gitaar, zang)
- Bunk Gardner (saxofoon, houtblazerinstrumenten)
- Tjay Contrelli (saxofoon)
- Andy Cahan (drums, piano, keyboards)
- Tom Leavy (e-basgitaar, zang)

Gastmuzikanten (selectie)
- Buzz Gardner (trompet)
- Don Preston (synthesizer, keyboards)
- Ray Collins (zang)

## Geschiedenis
Het hoofd van de zeskoppige band was Jimmy Carl Black. Bekend als de drummer van The Mothers, was hij de zanger van de band in de eerste Geronimo Black-bezetting. Ex-Mothers-lid Bunk Gardner speelde saxofoon, fluit en keyboards. De groep omvatte ook Andy Cahan (drums, piano), Denny Walley (elektrische gitaar, zang), Tom Leavy (elektrische bas, zang) en ex-Lovelid Tjay Contrelli (tenor- en baritonsaxofoon). In een latere bezetting zat Jimmy Carl Black op drums, terwijl Andy Cahan percussie en keyboards speelde. De band maakte aanvankelijk verschillende optredens in de omgeving van Los Angeles gedurende bijna twee jaar. Het repertoire bestond uit originele composities en alle leden van de band hebben hieraan bijgedragen.
In 1972 tekende Geronimo Black een platencontract bij MCA Records. Voor de opnamen bracht Black nog een ex-Motherslid de studio in met Buzz Gardner (cornet). Arno Nuefeld (viool), Samuel Cytron (viool), Phil Goldberg (altviool), Nat Gershman (cello) en Scott Page (hobo) namen ook deel aan de sessies. Keith Olson, de producent van het album, was een achtergrondzanger. In deze rol werd hij later wereldberoemd. Producties voor Fleetwood Mac, Santana en Whitesnake - om er maar een paar te noemen - leverden hem vele gouden en platina prijzen op.
Het album werd in hetzelfde jaar uitgebracht onder de titel Geronimo Black. Het bevat negen nummers uit het hardrockgenre, die verrassen met hun - vanuit dat oogpunt - diverse, soms experimentele sound. Een enkele publicatie met de nummers Let us live en ’59 chevy werd uitgebracht. Maar de overwegend positieve recensies verdwenen, mogelijk omdat de promotie niet was wat het had moeten zijn, zoals Jimmy Carl Black op zijn website suggereert. Kort na het uitbrengen van het album werd Geronimo Black ontbonden.

## Nagalm

### Postuum album
Desondanks werd in 1980 een tweede album uitgebracht onder de titel Welcome Back. Het bevat echter geen nieuwe opnamen, alleen materiaal dat sinds de opnamesessies in 1971 en 1972 in het archief inactief is. Dit album bevat ook negen rocknummers. Het werd wederom opgenomen met een aantal gastmuzikanten, van wie James Harmon (mondharmonica), Jerry McGee (gitaar), Meatball (drums) en Joe Lala (percussie) de minder bekende zijn. Wat het album echter opmerkelijk maakte, was de deelname van drie andere gasten: Ray Collins (zang), Buzz Gardner (trompet) en Don Preston (synthesizer). Dit waren ex-Mothers-leden zoals Jimmy Carl Black en Bunk Gardner van de Geronimo kernbezetting. En: Denny Walley speelde tijdens de jaren 1970 en 1980 ook voor en met Frank Zappa.

### Eerste vonk
Het feit dat zes muzikanten uit de omgeving van Zappa/Mothers verenigd waren op het album van deze band, bracht Don Preston, Jimmy Carl Black en Bunk Gardner uiteindelijk op het idee voor een muzikaal project. In datzelfde jaar brachten ze het in de praktijk en formeerden ze de band The Grandmothers, die naast eigen composities ook nummers van de vroege Mothers of Invention speelde.

### Geronimo Black II
In 2003 werd het album Geronimo Black uitgebracht bij Jimmy Carl Black's platenlabel Inkanish Records. De naamgever van de oorspronkelijke band - Jimmy's zoon Geronimo, die elektrische gitaar speelt - had intussen zijn eigen band Geronimo Black II opgericht, waarin zijn twee broers James D. Black (drums) en Gary Black (percussie) en Bob Braxton (e-basgitaar) en James Chaffee (zang) mee speelden. Het debuutalbum bevat stoere Texas-rock.

## Discografie
- 1972: Geronimo Black
- 1973: Let Us Live / '59 Chevy (Single)
- 1980: Welcome Back